# Всеволод Владимирович (князь путивльский)
Всеволод Владимирович (в крещении, возможно, Семён) — единожды упомянутый под 1211 годом младший сын Владимира Игоревича новгород-северского, внук Игоря Святославича новгород-северского. Был отправлен отцом из Галича в Венгрию в составе посольства с целью нормализации отношений.
Как правило, отождествляется с Всеволодом-Семёном (поз.29) Любецкого синодика.
Был женат на Евфимии, сын Святослав (в крещении Фёдор) погиб в бою с литовцами, предположительно в 1239 году.

## Соотнесение с Всеволодом-Семёном и вопрос черниговского княжения
Во Введенском синодике Всеволод-Семён назван без отчества, причём великим князем черниговским, и запись о нём расположена после записей о князьях поколения внуков Святослава и Ярослава Всеволодовичей, а также Олега, Игоря и Всеволода Святославичей и перед записью о Романе Старом — общепризнано представителем поколения их правнуков.
Келембет С. Н. считает Всеволода-Семёна великим князем черниговским, преемником Всеволода Ярополковича и предшественником Романа Старого (то есть до 1263).
Безроднов В. С. также считает Всеволода-Семёна предшественником Романа Старого и при этом его старшим родным братом, а также отцом Дмитрия черниговского, убитого татарами (поз.42 Любецкого синодика), дедом Михаила Дмитриевича черниговского и прадедом Василия Александровича брянского.

## См.также
- Война за объединение Галицко-Волынского княжества